# Neodamódész
A neodamódész (görög νεοδαμώδεις neodamōdeis) hoplitaként való szolgálatáért felszabadított helóta volt az ókori Spártában. Nevük "újonnan démoszba soroltat" jelent, ami az athéni mintától eltérően – ahogy Hészükhiosz állítja – hanem a perioikoszok státusát, akik saját önkormányzatú démoszaikban laktak, míg a spártaiak 5 kóméban.
Megjelenésük időpontja vitatott. Thuküdidész nem magyarázza meg az eredetüket, de egyes vélemények szerint megjelenésük szorosan kötődik Braszidasz i. e. 424-es expedíciójához, amiben csak egyetlen spártai polgár (homoiosz azaz spártai politész) vett részt, ő maga, és ahol fontos szerepet kaptak a kivételesen hoplitának besorozott helóták.
Létezésük i. e. 420 és i. e. 369 között bizonyított – egyes vélemények szerint utána kivégezték őket. A hadsereg integráns részét képezték, például 2000-en vettek részt II. Agészilaosz Ioniai hadjáratában i. e. 396 és i. e. 394 között.